# Бирклид, Стивен
Сти́вен «Стив» Би́рклид (англ. Steven «Steve» Birklid; род. 25 июня 1985, Фэрбанкс, Аляска) — американский кёрлингист и тренер по кёрлингу.
В составе юниорской мужской сборной США участник чемпионата мира 2002. Чемпион США среди юниоров.
В качестве тренера мужской сборной США участник чемпионата мира 2023.
Начал заниматься кёрлингом в 3 года, в 1988.

## Достижения
- Чемпионат США по кёрлингу среди юниоров: золото (2002).

## Команды
| Сезон   | Четвёртый      | Третий         | Второй         | Первый               | Запасной                                          | Турниры                         |
| ------- | -------------- | -------------- | -------------- | -------------------- | ------------------------------------------------- | ------------------------------- |
| 2001—02 | Leo Johnson    | Колин Хафман   | Мартин Сатер   | Christopher Benshoof | Стивен Бирклид тренеры: Bill Gryder, Dennis Thies | ЧСШАЮ 2002 · ЧМЮ 2002 (9 место) |
| 2008—09 | Грег Персингер | Стив Бирклид   | Chad Persinger | Thomas Kent          | Leo Johnson                                       |                                 |
| 2011—12 | Колин Хафман   | Джоэл Ларуэй   | Стив Бирклид   | Kevin Johnson        |                                                   |                                 |
| 2012—13 | Стивен Бирклид | Chris Bond     | Matt Birklid   | Atticus Wallace      |                                                   |                                 |
| 2013—14 | Стивен Бирклид | Chris Bond     | Matt Birklid   | Atticus Wallace      |                                                   |                                 |
| 2013—14 | Стивен Бирклид | Chris Bond     | Matt Birklid   | Benj Guzman          |                                                   |                                 |
| 2015—16 | Lyle Sieg      | Стивен Бирклид | Sam Galey      | Matt Birklid         |                                                   |                                 |
| 2018—19 | Стивен Бирклид | Sam Galey      | Matt Birklid   | Nicholas Connolly    | Daniel Plys                                       | ЧСША 2019 (6 место)             |
| 2019—20 | Стивен Бирклид | Sam Galey      | Matt Birklid   | Chris Bond           |                                                   | ЧСША 2020 (5 место)             |
| 2020—21 | Стивен Бирклид | Sam Galey      | Matt Birklid   | Erik Quistgaard      | Chris Bond                                        | ЧСША 2021 (6 место)             |

(скипы выделены полужирным шрифтом)

## Результаты как тренера национальных сборных
| Год  | Турнир                                       | Сборная       | Место |
| ---- | -------------------------------------------- | ------------- | ----- |
| 2023 | Чемпионат мира по кёрлингу среди мужчин 2023 | США (мужчины) | 8     |